# Symphyodon gollanioides
Symphyodon gollanioides là một loài rêu trong họ Daltoniaceae. Loài này được Nog. mô tả khoa học đầu tiên năm 1972.